# Wahnhausen
Wahnhausen is een plaats in de Duitse gemeente Fuldatal, deelstaat Hessen, en telt 620 inwoners.